# Чаки, Кристина
Кристина Чаки (венг. Krisztina Csáky; 4 ноября 1654, замок Спишский Град, Венгерское королевство (ныне Словакия) — 25 апреля 1723, Текирдаг, Османская империя) — венгерская графиня.

## Биография

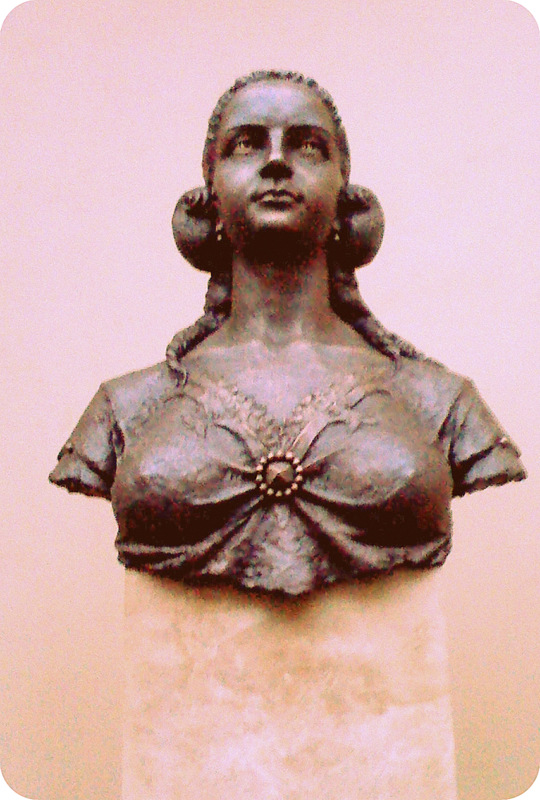
Бюст К. Чаки в Ужгородском замке

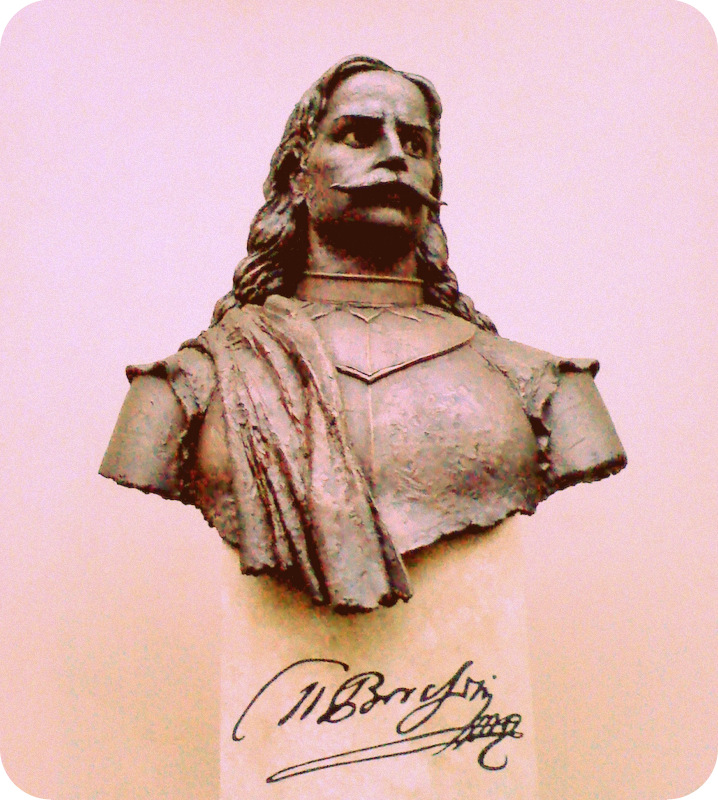
Бюст Миклоша Берчени в Ужгородском замке

Кристина родилась в семье государственного судьи, над-жупана Спишской жупы Иштвана Чаки (представителя одной из младших ветвей венгерского дворянского рода Чак) и баронессы Маргит Лоньяи (Lónyay Margit).
По историческим данным, Кристина Чаки была очень красива и богата, дважды выходила замуж и дважды становилась вдовой. Её первым мужем был венгерский граф Шандор Эрдеди (Erdődy Sándor), вторым — хорватский аристократ Николай (Миклош) Драшкович. В 1695 году Кристина в третий раз вышла замуж: за графа Миклоша Берчени, государственного деятеля, одного из лидеров антигабсбургской национально-освободительной войны венгерского народа 1703—1711 годов, генерал-майора повстанческой армии князя Ференца II Ракоци. Кристина была почти вдвое старше мужа. Но, несмотря на значительную разницу в возрасте, между ними установились самые теплые отношения.
Семейная пара своим родовым гнездом выбрала Ужгородский замок, который превратила в великосветский центр культурной и политической жизни Закарпатского региона конца XVII — начала XVIII веков. В приданое Кристина привезла с собой прекрасную резную мебель, которая стала украшением замка. В замке в то время насчитывалось около 135 художественных полотен маслом, большое количество гравюр, ценнейших гобеленов, на которых была изображена вся история Венгрии.
При Миклоше Берчени и Кристине Чаки балы в Ужгородском замке (построенном в стиле позднего Ренессанса, столь характерном для северной Венгрии) не прекращались.
Кроме того, в то время в замке была собственная театральная труппа, придворный поэт, богатейшая библиотека. За пределами замковых стен были разбиты пять прекрасных парков:
- Луговой,
- Журавлиный,
- Цветочный (теперешний Ботанический сад),
- Звериный и
- Голубиный (район электростанции), куда на малую охоту ездили владельцы Ужгородского замка.

Кристина Чаки прославилась не только красотой, но своим скромным характером и сильным умом — в связи с чем, стала идеалом Женщины в Венгрии.
Когда после подавления восстания её муж М. Берчени был объявлен изменником родины и вынужден был в ноябре 1710-го бежать за рубеж, супруга, оставив все свои богатства, отправилась в изгнание за ним и разделила нелегкую эмигрантскую жизнь. Оба они закончили свои дни в Турции.
Умерла Кристина в 1723 году в Текирдаге. В 1906 году останки графини были перевезены и похоронены в Кошице (теперь - Словакия) в соборе Св. Елизаветы — рядом с могилами Ференца II Ракоци и его легендарной матери Илоны Зриньи.